# Symphonie no 3 de Glass
Pour les articles homonymes, voir Symphonie no 3.
La Symphonie no 3 de Philip Glass est une œuvre de musique minimaliste composée en 1994 pour un orchestre à cordes.

## Historique
Philip Glass en reçoit la commande de la Fondation Würth pour l'Orchestre de chambre de Stuttgart en 1994. La première mondiale de l'œuvre est donnée en 5 février 1995 par l'orchestre dédicataire dirigé par Dennis Russell Davies à Künzelsau en Allemagne.

## Structure
La symphonie est conçue pour être jouée par un orchestre de chambre de dix-neuf instruments à cordes. Elle ne se base pas sur des développements de texture orchestrale ou de timbres, mais présente les instrumentistes comme des solistes de la même façon que dans un trio ou un quatuor. Elle est composée de quatre mouvements dont l'exécution dure environ 24 minutes.

## Discographie sélective
- Symphonie n°3, par le Bournemouth Symphony Orchestra dirigé par Marin Alsop, chez Naxos, 2003.